# Bernardus Ancumanus
Bernardus Nicaes Ancumanus, auch Berend Sieger, (* um 1590 in Rorichum; † 1666 in Tergast) war ein deutscher reformierter Theologe.

## Leben
Ancumanus Name wurde als Nicæus = Sieger ins Griechische und „Ancumanus“ = „Mann aus Ankum“ übertragen. Seine Vorfahren kamen aus Ankum und zogen wahrscheinlich aus religiösen Gründen 1590 nach Rorichum.
Ancumanus' vielsprachiger Vater Jodocus Ankumanus war Pastor und arbeitete ab 1565 für mehrere Jahre als Hauslehrer des Grafen Shrewsbury in England. Der Graf belohnte ihn für seine Dienste mit einem Stipendium für seinen Sohn. Dieser konnte somit von 1605 bis 1610 an der University of Cambridge Theologie studieren und beschäftigte sich mit den Schriften von William Perkins und Johannes Calvin. Einzelheiten zu Bekanntschaften mit Kommilitonen und seinem Studium sind nicht bekannt. Er freundete sich mit dem dreißig Jahre älteren Humanisten Johannes Holt, auch Boisius oder John Bois (französisch), an, den er insbesondere für seine Gelehrsamkeit und den zurückhaltenden Lebenswandel verehrte. Dass er ihn bewunderte, zeigt sich daran, dass er Übersetzungen von Holts Schriften erstellte.
1613 starb Ancumanus' Vater. Im Folgejahr übernahm er eine Pastorenstelle an der Tergaster Kirche in Tergast und versuchte, wie Boisius in kleinem Umfang zu arbeiten und die Lehre der calvinistischen Theologie zu predigen. Wegen gesundheitlicher Probleme endete seine Tätigkeit als Pastor im Jahr 1661. Seine Stelle übernahm sein Schwiegersohn Enno Colstein.
Ancumanus starb aufgrund der Pest.

## Werke
1638 übersetzte Ancumanus lateinische Epigramme von John Owen und gab sie als „Rosarium“ heraus. Er schuf damit die erste Übersetzung von Owens Werken im deutschsprachigen Raum. Mit seiner niederdeutschen Fassung stellte er sich gegen die Strömungen seiner Zeit, Dialekte abzulehnen. Später schrieb er auch eine hochdeutsche Fassung des Textes. Dabei arbeitete er nicht wie typische zeitgenössische Epigrammatiker, die sich prägnant ausdrücken wollten. Er verstand es, die Inhalte umfassend und verständlich zu beschreiben und verwendete zumeist gnomische Epigramme. Damit stellte er sicher, dass die Gedanken klar verständlich hervortraten und das Ziel förderten, den Leser zu belehren und unterweisen.
Ancumanus behandelte in seinem Epigrammen alle Bereiche des Lebens. Die Themenfelder „Religion“ und „Moral“ beschrieb er deutlich umfassender als beispielsweise „Geschlechtlichkeit“ oder „Ehe“. Es ist davon auszugehen, dass Ancumanus dies aufgrund von inhaltlichen, genauer moralischen Überlegungen tat. In der Vorrede richtete er sich direkt an Juristen, Ärzte und Theologen und kritisierte sie gleichzeitig hart. Im Vorwort der hochdeutschen Version schilderte er seine eigenen theoretische Gedanken bezüglich des „Rosariums“. Im Gegensatz zu Barockschriftstellern sah er sich nicht als höheren Dichter. Stattdessen stellte er sich mehr als Übersetzer dar, der den Sinn von Owens Texten möglichst korrekt und deutlich übermitteln wollte.
Ancumanus' niederdeutsche Version des „Rosariums“ ist qualitativ besser als die hochdeutsche Fassung. Im niederdeutschen Text verwendete er originellere sprachliche Bilder des ostfriesischen Lebens, die in der hochdeutschen Übersetzung fehlen. Die niederdeutschen Epigramme gestaltete er zumeist kürzer als die hochdeutschen, womit sie unter formalen Aspekten betrachtet eher besser sind.
Ancumanus schrieb darüber hinaus nieder- und hochdeutsche geistliche Werke, übersetzte lateinische Satiren von Joseph Hall und Texte von Petrus Molinaeus.